# Biserica Miagao
Biserica Miagao, cunoscută și sub numele de Biserica Parohială Santo Tomas de Villanueva, este o biserică romano-catolică situată în Miagao, Iloilo, Filipine. Biserica a fost declarată drept loc din Patrimoniul Mondial UNESCO pe 11 decembrie 1993, împreună cu Biserica San Agustin din Manila, Biserica Nuestra Señora de la Asuncion din Santa Maria, Ilocos Sur și Biserica San Agustin din Paoay, Ilocos Norte sub titlul colectiv Biserici baroce din Filipine, un grup de patru biserici baroce din epoca spaniolă.

## Istoric
Miagao a fost anterior o visita (așezământ deservit de un preot din altă localitate) a Oton până în 1580, Tigbauan până în 1592, San Joaquin până în 1703 și Guimbal până în 1731. A devenit o parohie independentă a augustinienilor în 1731 cu susținerea Sfântului Toma de Villanova. Odată cu înființarea parohiei, a fost construită o biserică și o mănăstire numită Ubos, pe un teren din apropierea mării. Părintele Fernando Camporredondo a fost primul preot paroh al orașului în 1734. După ce a fost ținta invaziilor frecvente ale Moro în 1741 și 1754, orașul s-a mutat într-un loc mai sigur. Acolo a fost construită o nouă biserică în 1787 prin muncă silnică sub supravegherea lui Fray Francisco Gonzales, preot paroh și guvernatorul spaniol al Domingo Libo-on. A fost construită în cel mai înalt punct al orașului pentru a veghea împotriva invadatorilor numiți Tacas. După zece ani, în 1797, biserica a fost finalizată. A fost proiectată cu pereți groși pentru a servi drept protecție împotriva invadatorilor. A fost grav avariată în timpul revoluției spaniole din 1898, unui incendiu în 1910, celui de-al Doilea Război Mondial și unui cutremur în 1948. Clădirea actuală a bisericii Miagao este a treia construită de la înființarea sa în 1731. Pentru a o proteja, biserica a fost supusă restaurării din 1960 până în 1962. A fost declarată drept altar național prin Decretul Prezidențial nr. 260.

## Arhitectură
Stilul arhitectural general al bisericii se încadrează în stilul arhitectonic romanic baroc. Culoarea ocru se datorează materialelor utilizate la construirea bisericii: chirpici, ou, coral și calcar. Fundația bisericii are o adâncime de 6 metri, iar zidurile masive de piatră de 1,5 metri grosime sunt întărite prin utilizarea de contraforturi de 4 metri grosime ca protecție împotriva invadatorilor Moro, așa cum este stipulat în Decretul regal 111 din 1573 (Legea Indiilor).

### Fațadă
Fațada bisericii Miagao constă într-un basorelief decorat așezat între două clopotnițe uriașe (turnuri de veghe). Basorelieful este o influență mixtă a tradițiilor și elementelor tradiționale spaniole, chineze, musulmane și locale, caracteristică unică a fațadei bisericii. O parte proeminentă a fațadei este un copac de cocos reprezentat drept arborele vieții de care se ține Sfântul Cristofor. Sfântul Cristofor este îmbrăcat în veșminte locale tradiționale și îl poartă pe pruncul Iisus în spate. Restul fațadei prezintă viața de zi cu zi a oamenilor din Miagao în acea perioadă, incluzând fauna și flora autohtonă (precum papaia, nuca de cocos și palmierul).

Deasupra intrării prin ușa de lemn din centrul fațadei, chiar sub imaginea Sf. Cristofor, se află o imagine sculptată a sfântului protector al orașului, Sfântul Toma din Villanueva. În partea stângă a ușii se află imaginea Sfântului Henric din Bavaria, iar în partea dreaptă cea a papei Pius al VI-lea. Deasupra imaginilor acestora se află stemele fiecăruia. 

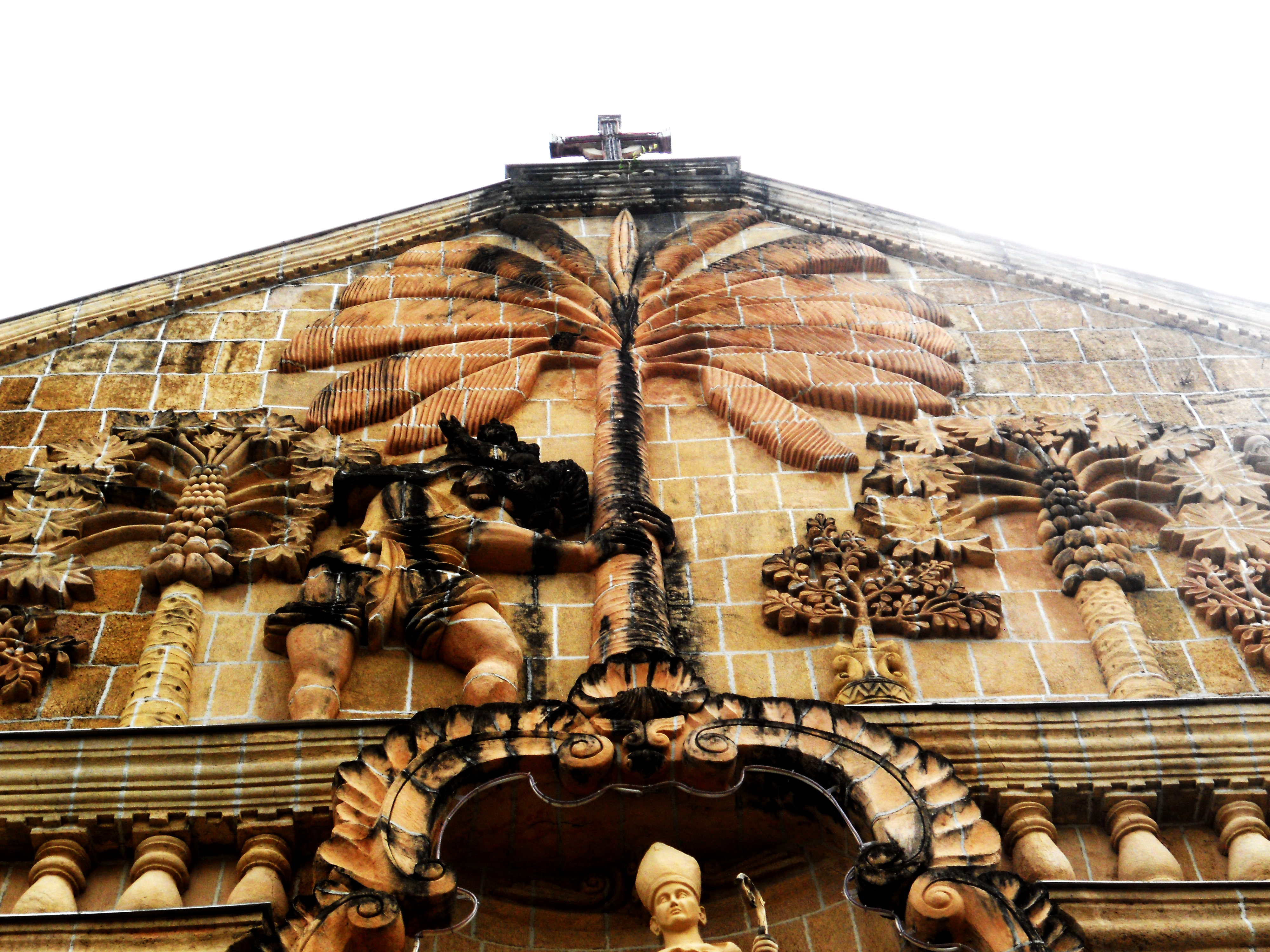
Pediment cu Sfântul Cristofor care îl poartă în spate pe Pruncul Iisus
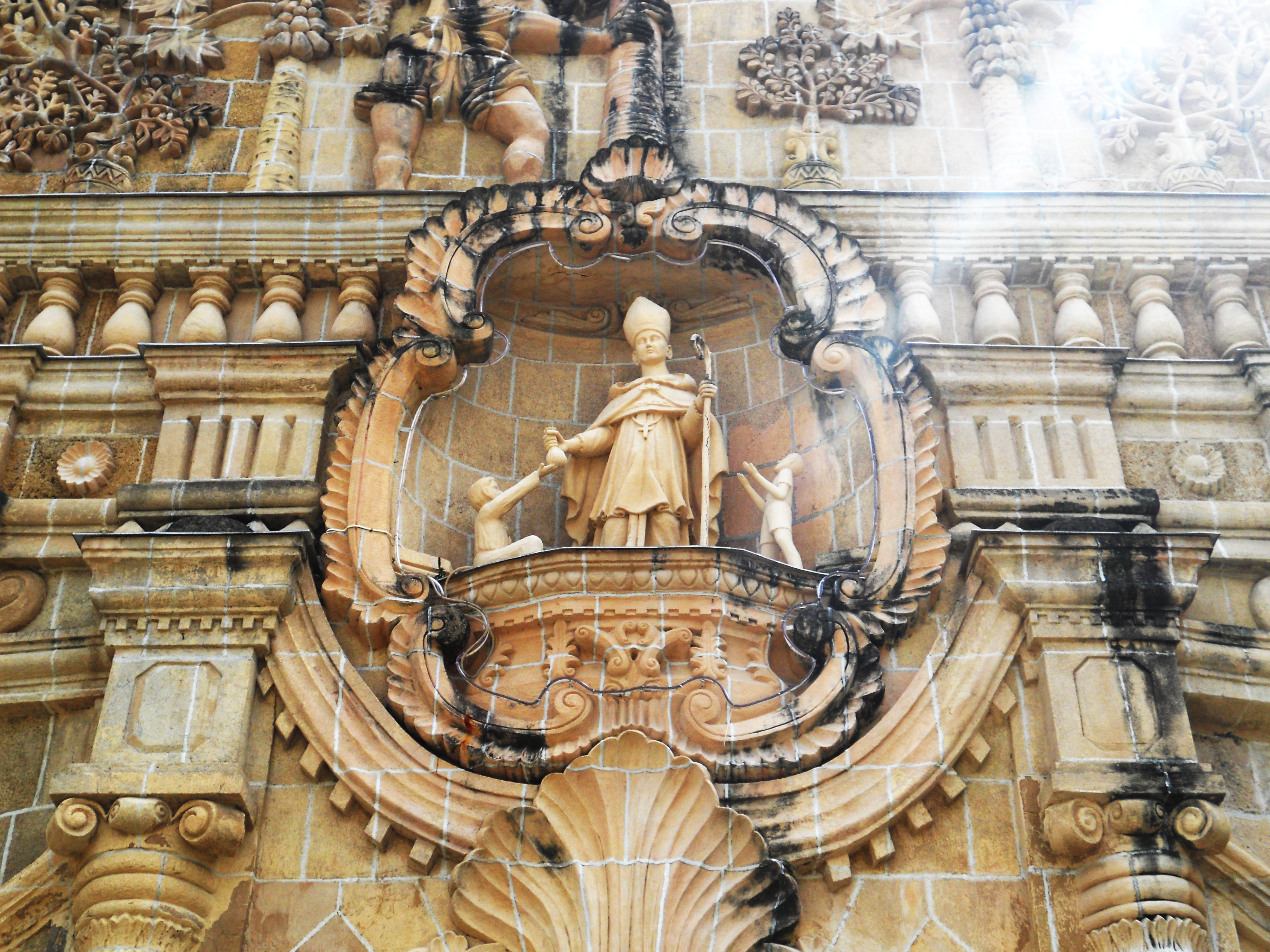
Imagine cu Sfântul Toma din Villanueva
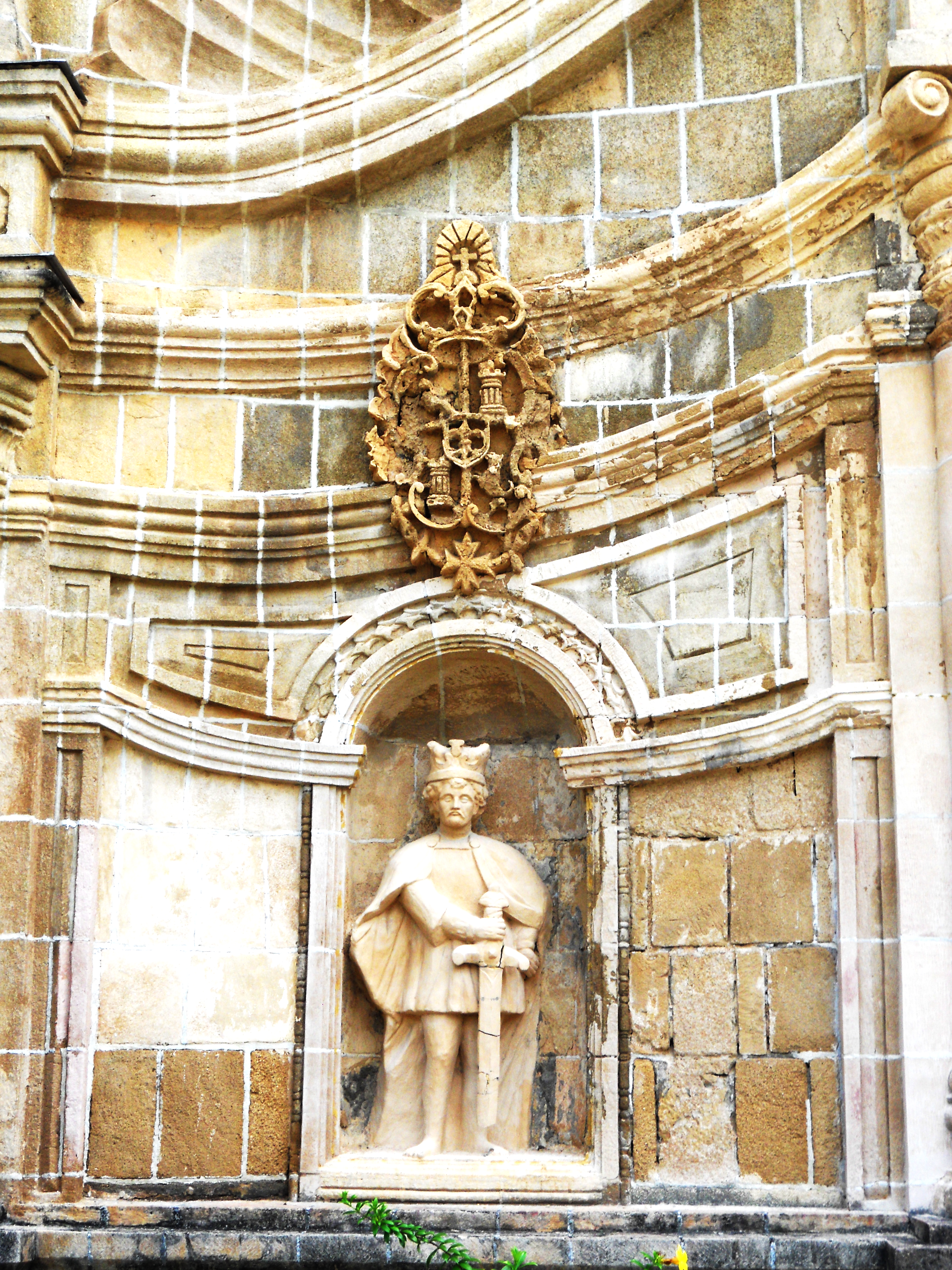
Imaginea Sf. Henric din Bavaria
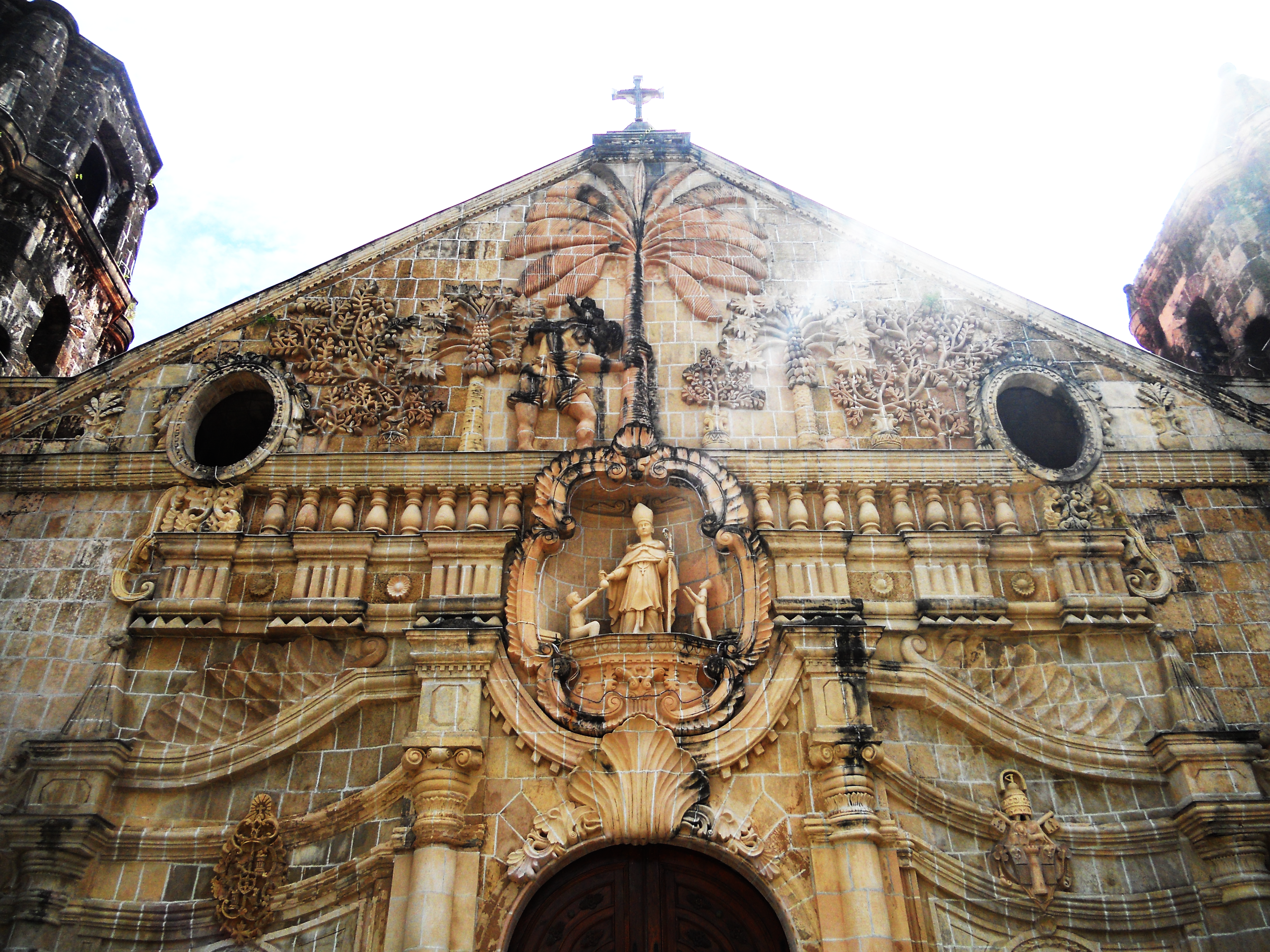
Fațada Bisericii Miagao

### Clopotniță
Cele două clopotnițe uriașe de dimensiuni diferite atașate de biserica principală funcționau drept turnuri de veghe pentru a apăra orașul împotriva invaziei Moros. Clopotnițele au modele diferite deoarece au fost comandate de preoți diferiți. În partea stângă se află clopotnița mai veche, cea mai înaltă clopotniță vestică cu patru niveluri. Inițial, clopotnița din est a fost construită cu doar două niveluri. În 1830, părintele Francisco Perez a decis să adauge la aceasta încă un etaj. Astăzi, clopotnița de est (trei niveluri) este cu un nivel mai joasă decât cea de vest (patru niveluri).
Imaginile originale de la sfârșitul anilor 1790 cu Sfântul Tomas din Villanova pot fi găsite într-o cutie de sticlă în partea din spate a bisericii.